# Dadão
Eduardo Rodrigues da Silva Filho, mais conhecido como Dadão (Rio Branco, 18 de julho de 1950 — Brasília, 23 de abril de 2018) foi um futebolista brasileiro que jogava como atacante, e que é considerado um dos craques da história do futebol do Acre.

## Carreira
Aos 15 anos, no primeiro semestre de 1966, Dadão já estava vestindo a camisa dos titulares do Rio Branco. No ano seguinte, Dadão foi para o Juventus-AC, permanecendo no Clube da Águia por três temporadas. No Juventus-AC, o craque levantou o seu primeiro título de campeão acreano, em 1969.
Dadão recebeu uma proposta para defender América de Guadalajara do México. A proposta envolvia luvas e um bom salário para os padrões da época. No entanto, recusou alegando que teria que fazer novos testes e o outro motivo foi que o atleta queria fazer vestibular para o Curso de Economia.

### Fluminense
Em 1970, a convite de um conselheiro do Vasco da Gama carioca, que veio ao Acre a trabalho, Dadão foi para o Rio de Janeiro para fazer um treino nos aspirantes do Vasco, mas foi convencido pelo amigo João Carneiro a ir treinar no Fluminense. Bastou uma exibição para Dadão ser incorporado ao time de juniores do tricolor carioca. Permaneceu ali em 1970 e 1971, sendo que nesse último ano sagrou-se campeão da Taça São Paulo de Juniores. No ano de 1971, Dadão, foi integrado ao time profissional e chegou a entrar em alguns jogos no lugar do titular Samarone.

### Outros clubes
Após sair do Fluminense-RJ, Dadão jogou ainda pelo Independência-AC, Itabaiana–SE, Madureira–RJ e Bangu–RJ.

### Seleção Brasileira de Novos
Em 1972, Dadão chegou a ser convocado para a Seleção Brasileira de Novos que iria disputar o Torneio de Cannes, mas o Fluminense não o liberou. O então supervisor tricolor Almir de Almeida avisou que o clube das Laranjeiras pretendia assinar contrato como profissional, mas não houve acordo financeiro e o jogador nem viajou com a Seleção nem assinou contrato com o Flu.

## Títulos
Juventus-AC
- Campeonato Acreano: 1969,[9][10] 1975, 1976 e 1984[11]

Fluminense
- Copa São Paulo de Futebol Júnior: 1971[11]

### Artilharias
- Copa São Paulo de Futebol Júnior: 1971[11]

## Vida pós futebol
Após aposentadoria do futebol, Dadão exerceu profissões na carreira pública, era formado em Direito e em Economia.

## Morte
Morreu devido a complicações com diabetes e um Acidente vascular cerebral. O Corpo foi enterrado em Brasília. O ex-atleta estava internado há mais de dois meses na Unidade de Tratamento Intensivo (UTI) de um hospital de Brasília. A Assembléia Legislativa do Estado do Acre também emitiu uma nota de pesar sobre a morte do ex-atleta.